# Leszek Sokół
Leszek Sokół (ur. 10 grudnia 1955 w Warszawie) – polski malarz, przedstawiciel surrealizmu. Ukończył Państwową Szkołę Plastyczną w Warszawie. Absolwent Wydziału Architektury Wnętrz Akademii Sztuk Pięknych w Warszawie. Stypendysta Ministerstwa Kultury i Dziedzictwa Narodowego. Prace Leszka Sokoła były wystawiane m.in. w Polsce, Niemczech, Stanach Zjednoczonych, Francji, Włoszech i Japonii.
Jego brat Jan Sokół był autorem tekstów piosenek, znanym ze współpracy z zespołem Papa Dance. Jest stryjem rapera Wojciecha „Sokoła” Sosnowskiego.